# Alfonso de Iruarrizaga
Alfonso de Iruarrizaga (22 agosto 1957) è un ex tiratore a volo cileno.

## Palmarès

### Olimpiadi
- 1 medaglia:
  - 1 argento (Seul 1988 nello skeet)